# Танки идут по Праге
«Та́нки иду́т по Пра́ге» — стихотворение, написанное советским и российским поэтом Евгением Евтушенко 23 августа 1968 года — через два дня после начала операции ввода объединённой группировки войск СССР и других стран Варшавского договора в Чехословакию, положившей конец реформам «Пражской весны». Выражало негативное отношение автора к вторжению в Чехословакию. Распространялось в советском и чешском самиздате, впервые опубликовано в 1989 году.

## События в Чехословакии как предыстория
Операция «Дунай» была разработана после нескольких неуспешных попыток урегулирования разногласий между руководством Советского Союза и органами власти Чехословакии по поводу выбора способов реформирования чехословацкой политической и социально-экономической системы. Первый секретарь Центрального комитета Коммунистической партии Чехословакии Александр Дубчек провозгласил курс на построение так называемого «социализма с человеческим лицом», предполагавшего, среди прочего, расширение прав и свобод граждан, легализацию частной собственности и предпринимательства, ослабление государственного контроля над производством, децентрализацию власти. Эти реформы получили название «Пражская весна». Советское руководство опасалось потери внешнеполитического и идеологического контроля над Чехословакией. Операция «Дунай» началась вечером 20 августа 1968 года. Утром 21 августа танковые формирования вошли в Прагу, к вечеру — основные объекты на территории Чехословакии были заняты объединённой группировкой войск, а Дубчек и другие лидеры «Пражской весны» — арестованы. К вечеру 22 августа в стране установилось временное затишье.

## История создания стихотворения
(Отрывок )

Танки идут по Праге

в закатной крови рассвета.

Танки идут по правде,

которая не газета.

<…>

Прежде, чем я подохну,

как — мне не важно — прозван,

я обращаюсь к потомку

только с единственной просьбой.

Пусть надо мной — без рыданий —

просто напишут, по правде:

«Русский писатель. Раздавлен

русскими танками в Праге».

### После информации о событиях в Чехословакии
В первые дни вторжения Евгений Евтушенко находился на отдыхе в посёлке Коктебель (официальное наименование в тот период — селение Планерское) на восточном побережье Крыма. Вечером 22 августа, вместе с писателями Василием Аксёновым, Анатолием Гладилиным, Борисом Балтером, другими литераторами, они праздновали день рождения Балтера. По воспоминаниям Евтушенко, говорили за столом и о реформах «Пражской весны», спорили о том, решится ли высшее руководство СССР на военную операцию против Чехословакии. Как утверждал поэт, «соответственно своему тогдашнему, ещё не растоптанному идеализму, я был единственным, кто утверждал за тем столом, что вторжения не может быть: всё-таки это „братская социалистическая страна“, никто коммунистов там вешать не собирается и, следовательно, нет никаких логических мотивов для военного вмешательства». В ответ Балтер высказал предположение, что «именно в эту минуту наши танки уже пересекают чехословацкую границу».
Об уже произошедших к тому моменту событиях в Чехословакии Евтушенко и Аксёнов узнали только утром 23 августа от одного из местных жителей, имевшего радиоприёмник. После совместного прослушивания сообщения о событиях в Праге оба писателя распили бутылку водки в поселковой столовой. Как вспоминал Евтушенко, «мы пили и плакали: я — слезами обманутого идеалиста, Аксёнов — слезами ненависти». Сам Аксёнов назвал утро 23 августа «мрачным», настроение — «паршивым». Стоя в очереди за второй бутылкой, он завёл разговор о событиях в Праге со впереди стоящими и убедился в том, что действия советских властей воспринимались ими нейтрально («Ничего особенного», «Мы их кормили, а они… Так что всё — нормалёк…»). Разозлившись, Аксёнов забрался на один из столиков и обратился к присутствовашим с речью: «Вы рабы той тарелки с прокисшим винегретом, за которой вы сейчас стоите. А в это время ваши танки давят свободу в Праге, потому что вы хотите, чтобы такое же рабство, как у нас, было везде…». По свидетельству Евтушенко, в конечном итоге ему удалось увести Аксёнова из столовой, избежав тем самым драки.

### От телеграмм к поэзии
Возвратившись домой и прослушивая радиоприёмник, по одному из каналов Евтушенко услышал обращение к нему его друга — чешского писателя и журналиста Мирослава Зикмунда, сторонника «Пражской весны». В 1959–1964 годах вместе с инжененером и литератором Иржи Ганзелкой Зикмунд совершил автомобильное путешествие по странам Ближнего Востока, Азии и СССР, в том числе они посетили и город Зима, в котором, согласно паспортным данным Евтушенко, он родился, и в котором, по его воспоминаниям, путешественники из Чехословакии «спали на сеновале моего дяди Андрея». Зикмунд обращался к Евтушенко через радиоэфир: «Женя Евтушенко, ты слышишь меня? — кричал Мирек [Мирослав]. — Помнишь, как мы сидели с тобой у костра в твоей родной Сибири и говорили о социализме с человеческим лицом? Женя, почему же ваши танки на наших улицах?». После этого Евтушенко написал две телеграммы — одну на имя Генерального секретаря ЦК КПСС Леонида Брежнева и Председателя Совета министров СССР Алексея Косыгина с протестом по поводу вторжения в Чехословакию, другую — в чехословацкое посольство в Москве с выражением моральной поддержки правительству Дубчека. Перед тем, как отослать телеграммы, Евтушенко ознакомил с их текстом Аксёнова. По свидетельству последнего, телеграмма Брежневу была «уважительной»: «Дорогой Леонид Ильич, я считаю это большой ошибкой, это не пойдёт на пользу делу социализма…», сам Евтушенко дал ей схожую характеристику — «вежливая». Поэт предложил Аксёнову поставить и свою подпись под текстом телеграммы. Воспоминания обоих писаталей о последовавшей реакции Аксёнова разнятся. По свидетельству Евтушенко, Аксёнов с трудом проснулся, «махнул рукой: „Всё это напрасно…“ — и снова заснул мёртвым сном». Сам Аксёнов утверждал, что «был в совершенно оголтелом состоянии и орал: „Что ты этим гадам телеграммы шлёшь!? Их надо за ноги и на столбы подвесить!“ Причем — не тихо, а громогласно, специально!».
Позже в этот же день, 23 августа, Евтушенко сочинил стихотворение, состоявшее из одиннадцати четверостиший и начинавшееся строкой «Танки идут по Праге». Заглавие стихотворению дано не было. Состояние, в котором поэт находился в это время, сам Евтушенко охарактеризовал следующим образом: «Одним из самых страшных дней в моей жизни был день, когда наши танки вошли в Прагу. Они как будто шли по моему позвоночнику, дробя его гусеницами. Солженицын в этот день, наверно, торжествовал, потому что это было подтверждением его аввакумовского антикоммунизма, а для меня это было крушением всей моей революционной романтики, надежд на социализм с человеческим лицом. Советская власть сама уничтожила все мои иллюзии по отношению к ней. Жизнь мне казалась конченной, бессмысленной, а я сам себе — навеки опозоренным. Моя телеграмма протеста нашему правительству, стихи «Танки идут по Праге» были вовсе не смелостью, а самоспасением. Если бы я этого не сделал, я презирал бы себя до конца жизни, а с таким презрением к себе я не смог бы жить».

## Распространение и публикация
Одно из первых чтений стихотворения состоялось в конце августа 1968 года в Москве в номере гостиницы «Минск»: Евтушенко представил его своему приятелю — журналисту и писателю Леониду Шинкарёву, записавшему тогда авторскую декламацию на диктофон. По свидетельству Шинкарёва, только вернувшийся из Коктебеля поэт находился в возбуждённом состоянии, делился впечатлениями об обстоятельствах, при которых им с Василием Аксёновым стала известна информация о происходивших в Чехословакии событиях, и собственной оценкой этих событий. По воспоминаниям британского литературоведа Робина Милнер-Галланда, Евтушенко прочёл ему стихотворение в Москве в машине с включённым двигателем, чтобы заглушить прослушку. Нарушая принятые нормы поведения советского человека, в том числе, в части свободного взаимодействия с иностранцами, Евтушенко, по мнению Милнер-Галланда, сознательно рисковал.
Через некоторое время текст стихотворения попал в самиздат и распространялся таким образом в течение более чем двадцати лет с момента создания. В чешском самиздате стихотворение распростанялось благодаря поэту-переводчику Вацлаву Данеку, который перевёл его на чешский язык для выходившей тогда подпольно газеты «Лидове новины» (с чеш. — «Народная газета»).
Впервые стихотворение «Танки идут по Праге» было опубликовано в 1989 году в первом номере литературно-художественного и общественно-политического альманаха «Апрель». Данный альманах издавался всесоюзной ассоциацией писателей, литературных критиков, публицистов и журналистов, выступавших в поддержку реформ перестройки. Одним из сопредседателей ассоциации являлся сам Евтушенко. Под стихотворением поставлена подпись: «23 августа 1968».
Автограф стихотворения был подарен автором Славянской библиотеке при Национальной библиотеке Чехии в Праге.

## Реакция

### Власть
Во второй половине 1968 года председатель Комитета государственной безопасности СССР Юрий Андропов подготовил и представил в ЦК КПСС доклад, в котором факт отправки телеграммы на имя Брежнева был охарактеризован как «провокационное обращение», «особо резонирующее среди общественности», обращалось внимание на то, что текст телеграммы был передан журналистам зарубежных радиостанций «Би-би-си», «Голос Америки» и опубликован в газетах «Нью-Йорк таймс», «Вашингтон пост» и других. В докладе упоминалось также о некоторых других «поступках» Евтушенко, демонстрировавших его гражданскую позицию, согласно которой ввод войск в Чехословакию являлся «актом насилия над независимым государством, а наши [СССР и союзников] действия в Чехословакии „недостойными“». Такие «поступки» поэта, по мнению автора доклада, были инспирированы идеологическими противниками СССР, а самого Евтушенко пытались превратить «в своеобразный пример политической оппозиции в нашей стране». Поскольку докладом не предусматривалось принятие каких-либо мер воздействия на поэта, это дало повод критике высказывать предположения о том, что Евтушенко как легальный и управляемый оппозиционер, на самом деле, был нужен советской власти, а сам поэт пытался быть одновременно и признанным властью, и диссидентствующим.
Евтушенко вспоминал, что по возвращении в Москву из Коктебеля его ожидали «бесконечная промывка мозгов», запрет выступлений, уничтожение матриц готовившихся к печати книг. Опасаясь ареста, поэт вместе с женой Галиной Сокол-Лукониной сожгли хранившуюся на даче в Переделкино запрещённую литературу. В источнике  упоминается о двух письмах Евтушенко, написанных в марте и апреле 1969 года и адресованных соответственно Секретарю ЦК КПСС Михаилу Суслову и Брежневу, из которых следовало, что к моменту написания обоих писем поэт столкнулся со сложностями с публикациями своих произведений. Чуть позже было закрыто производство художественного фильма режиссёра Эльдара Рязанова по пьесе Эдмона Ростана «Сирано де Бержерак» с Евтушенко в главной роли, поэту на время был запрещён выезд за рубеж. В целом, по мнению критики, отправка телеграммы с протестом по поводу вторжения в Чехословакию существенного урона карьере Евтушенко не нанесла, между тем, отдельные стихотворения, содержавшие критику действий власти и социалистического строя, в частности — «Танки идут по Праге», продолжали распространяться в самиздате.

### Общество
В 1970 году во время нелегального визита в Прагу писатель Леонид Шинкарёв встретился с Мирославом Зикмундом и Иржи Ганзелкой, находившимися в тот момент в опале за поддержку событий «Пражской весны». Как вспоминал Шинкарёв, будучи в подавленном эмоциональном состоянии, Ганзелка отверг его предложение распить бутылку русской водки. Однако после того, как Шинкарёв прочёл ему стихотворение «Танки идут по Праге», отношение Ганзелки изменилось: «это что-то в нём перевернуло — вот что такое стихи Евтушенко». Сам Шинкарёв следующим образом охарактеризовал собственные впечатления от первого прослушивания стихотворения: «Меня особенно зацепила тогда строка: „Чётки чиновничьих скрепок // В гусеницы превратились“. Такая зримая, вещная, физическая трансформация скрепки, образа унылых шестидесятых годов, в грубую неизбежность вторжения, и стыд русской интеллигенции за „охотнорядские хари“ с их „моторизованной плёткой“, занесённой над народами Пушкина, Петефи, Яна Гуса».
Евтушенко упоминал о том, что во время одной из встреч с Александром Дубчеком в 1989 году последний выразил благодарность за стихотворение «Танки идут по Праге». Дубчек рассказал поэту о случае, когда в знак протеста против вторжения в Чехословакию учительница-чешка отказалась преподавать русский язык, однако, узнав о телеграмме Евтушенко Брежневу, изменила своё мнение: «Поэт Евтушенко спас меня от ненависти к русскому народу».
По свидетельству золотопромышленника и предпринимателя Вадима Туманова, друга поэта Владимира Высоцкого, последний высоко оценивал протест Евтушенко против вторжения в Чехословакию: «…Когда советские войска в августе шестьдесят восьмого вторглись в Чехословакию, не кто-то другой, а Евтушенко написал „Танки идут по Праге“».
С точки зрения писателя Владимира Войновича, именно после начала распространения в самиздате стихотворения «Танки идут по Праге» к литераторам, подписывавшим письма в поддержку своих опальных коллег, стали применять различные виды наказания — до этого момента их «не трогали».
Политический деятель и публицист Валерия Новодворская назвала стихотворение «Танки идут по Праге» одним из подвигов Евтушенко. «Негодование и шок сторонника социализма [Евтушенко] были сильнее либеральных чувств тех, кто ничего другого и не ждал от власти».
Писатель Василий Аксёнов — непосредственный участник событий, связанных с созданием стихотворения «Танки идут по Праге», — дважды обращался к художественному осмыслению этих событий. Так, в одном из эпизодов романа «Ожог» (1975) герой, с которым Аксёнов отождествлял себя самого, стоя в очереди в душ под дождём, кричал на присутствующих, обвиняя их в неразумности поведения и трусости в тот момент, когда «что-то железное» из Москвы «ехало по Средней Европе, выставив оружие». В последнем законченном романе Аксёнова «Таинственная страсть. Роман о шестидесятниках» (2007) протест против вторжения в Чехословакию поэта Яна Тушинского — прототипом которого был Евтушенко — описан в ироническом ключе: «Нет, сейчас не до романов. Прежде всего я должен обнародовать своё несогласие с правительством. Танки идут по Праге, / танки идут по пряже, / чешских селений готических, / пренебрегая зодчеством… Что-то получается! Улететь в Москву? Собрать журналистов? Обнародовать мнение? Вступиться за Горбаневскую? Это — мировая сенсация! Один против всех!». В 2016 году роман был экранизирован «Первым каналом».
В одной из программ «Радио „Свобода“», вышедшей в эфир в 2016 году и посвящённой русской антисоветской литературе как педагогической проблеме, был представлен опыт интерпретации учащимися старшей школы двух стихотворных текстов 1968 года — «Танки идут по Праге» Евтушенко и «Охота на волков» Владимира Высоцкого — на основе метода имманентного чтения и анализа. Отмечалось, что «прямой декларативный текст» стихотворения «Танки идут по Праге» учащимися «интересно не воспринимается», при том, что преподавателем был дан развёрнутый комментарий, «причём здесь Манилов, причём здесь „охотнорядские хари“, откуда всё это». Иносказательный текст «Охоты на волков», наоборот, «проходит, потому что здесь есть о чём думать», об этом стихотворении учащиеся «сами всё расскажут, про то, что значит „перепрыгнуть через флажки“ и в политическом, и в личном, и в каком угодно плане». В данном случае такое восприятие стихотворения «Танки идут по Праге» соответствует стереотипному восприятию критикой поэзии Евтушенко в целом, согласно которому стихотворные произведения поэта характеризуются как поверхностные, демонстративно патетические, написанные простым языком.
На стихотворение «Танки идут по Праге» московский композитор и исполнитель Лариса Новосельцева в 2016 году написала музыку, одноимённая песня включена в концертную программу певицы.